# Stange Station
Stange Station (Stange stasjon) er en jernbanestation på Dovrebanen, der ligger i byen Stange i Norge. Stationen består af to spor med hver sin sideliggende perron, der er forbundet med en gangtunnel, samt en stationsbygning i træ, der er opført efter tegninger af Peter Andreas Blix.
Stationen åbnede 8. november 1880, da jernbanen mellem Eidsvoll og Hamar stod færdig. Stationen var tæt på at blive lukket i 1999, da Statens jernbanetilsyn pålagde Jernbaneverket at udbedre en smal perron mellem sporene af hensyn til passagernes sikkerhed. Perronen er nu fjernet og erstattet af et hegn mellem sporene og en bredere perron på den anden side af spor to.